# Sphictostethus fugax
Sphictostethus fugax är en stekelart som först beskrevs av Fabricius 1775.  Sphictostethus fugax ingår i släktet Sphictostethus och familjen vägsteklar. Inga underarter finns listade i Catalogue of Life.